# Anker (Heraldik)

Gensenkter, unklarer Anker im Wappen von Ingersheim, Baden-Württemberg

Der Anker ist als gemeine Figur in der Heraldik eine häufig gewählte Wappenfigur.

## Symbolik und Geschichte
Nach Ralf von Retberg ist ein Anker ein „Sinnbild der Schiffer, Seefahrer und überhaupt der Hoffnung“ (1884). Von neueren Autoren wird die Deutung des Ankers als Symbol der Hoffnung ebenfalls herangezogen, wenn sie das Ankermotiv auf den Pferdedecken jener Turnierteilnehmer zu erklären versuchen, die in Turnierbuch-Handschriften erscheinen. In Knaurs Lexikon der Symbole steht der Anker nicht nur für Hoffnung, sondern vor allem für Vertrauen, Zuversicht (beides seit der mediterranen Antike) und christlichen Glauben sowie Erlösung, wobei letztere Symbolisierung aus der Zeit der verfolgten frühen Christen stammt, die sich des Ankermotivs bedienten, weil der Anker durch seinen Querbalken, das so genannte Schwammholz, ein Kreuz darstellt, das nur durch die Flunken am unteren Ende des Ankers als solches getarnt wird. Der Anker wird „[a]ls Attribut von Heiligen (Clemens von Rom, Nikolaus – Patron der Seeleute –, Placidus, Johann von Nepomuk u. a.) (...) ebenso gebraucht wie in der Wappenkunst, in welcher er besonders Hafenstädte auszeichnet (...)“. Der Anker, als solcher aus der Mittelmeerschifffahrt stammend, ist in der Heraldik und Paraheraldik dem realen Gerät nachempfunden.

## Beschreibung
Die Darstellung erfolgt stilisiert. Die Farbgebung ist nicht beschränkt. Er wird mit zwei Flunken (Pflugen) verwendet. Am Schaft ist oben ein Ring (Schäkel) angelascht, durch den wahlweise eine Kette oder ein starkes Tau gezogen wird. Ist der Anker von Kette oder Tau umwunden, handelt es sich um einen unklaren Anker, andernfalls ist von einem klaren Anker zu reden.
Fehlt das Schwammholz (Querholz / Stock (Querstück aus Metall)) unterhalb des Ringes, so ist das zu melden (d. h. ausdrücklich bei der Beschreibung anzugeben), wie dies in der Heraldik auch bei allen anderen Abweichungen gilt. Dazu zählt bspw. auch ein zusätzlicher Ring am anderen Ende des Ankerschafts: Bei einem gesenkten Anker (mit nach unten weisendem Flunkenbogen) mag der Ring unterhalb der Ankerarme befestigt sein. Bei einem gestürzten (kopfüber stehenden) Anker ruht der Ring möglicherweise oberhalb der Ankerarme, wie etwa im Wappen von Heide in Holstein. In den Wappen zahlreicher Hafenstädte ist der Anker meist gesenkt blasoniert. 
Mehrere Anker können auch als ein Dreipass im Wappenschild angeordnet werden.
Beachte: Das Ankerkreuz ist nicht aus dem Anker gebildet, hat an den Kreuzarmenden nur Widerhaken.

Das Logo der bayernhafen Gruppe
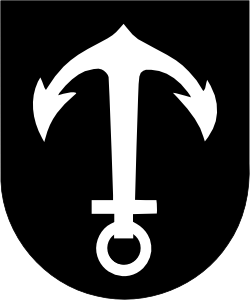
Birgelen (Nordrhein-Westfalen, Adelsgeschlecht von Leykam)
Wappen von Brieg (Polen)
Anker als Symbol für die Seefahrertradition von Brunsbüttel, Schleswig-Holstein
Wappen Düsseldorfs, Nordrhein-Westfalen, mit bergischem Löwen
Wappen von Heide in Holstein mit zweitem Ring am Flunkenbogen
Hallig Hooge: „In Blau ein abwärtsgekehrter goldener Anker an silbernem Tau, das von oben nach unten um den Anker herumgeschlungen ist.“
Wappen von Ibbenbüren, Nordrhein-Westfalen, mit gesenktem Anker
Iffezheim (Baden-Württemberg) mit Ruder
Igarka/Sibirien: Stockanker und Draggen
Wappen von Ludwigshafen am Rhein, Rheinland-Pfalz
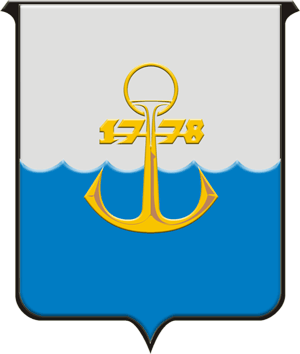
Wappen von Mariupol, Ukraine
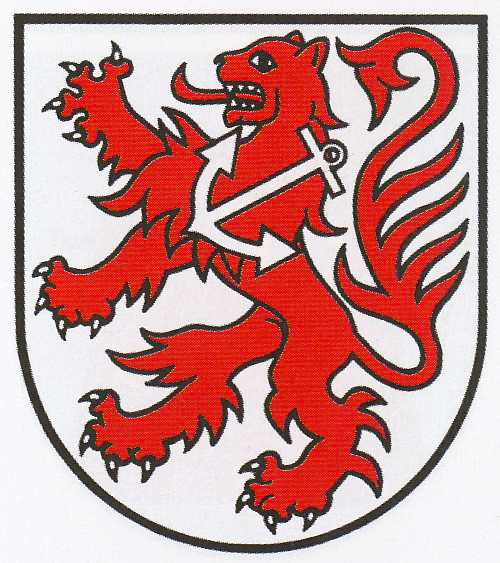
Löwe und Anker im Wappen des Weichbildes Neustadt in Braunschweig, Niedersachsen
Etwas versteckt auch in Esbjerg an der Westküste Jütlands/Dänemark
Anker im Wappen von Merkendorf, Bayern
Wappen Rhauderfehn, Niedersachsen (mit Schlangen und geflügeltem Merkurstab)
Anker als Attribut des Hl. Clemens, dem Schutzheiligen von Solingen, Nordrhein-Westfalen
Stockanker und Draggen, gekreuzt und gestürzt, im Wappen von Sankt Petersburg
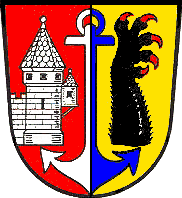
Gespalten und gesenkt in Stolzenau an der Weser, Niedersachsen (mit Bärentatze)
Aufgerichteter (gestürzter) Anker im Wappen von Wörth am Rhein, Rheinland-Pfalz